# لانتانا مبيضة
لانتانا مبيضة (الاسم العلمي: Lantana canescens) هي نوع نباتي يتبع جنس اللانتانا من فصيلة اللويزية.